# Стационе Моровале (Мачерата)
Стационе Моровале је насеље у Италији у округу Мачерата, региону Марке.
Према процени из 2011. у насељу је живело 610 становника. Насеље се налази на надморској висини од 65 м.